# Seleção Equatoriana de Voleibol Feminino
A seleção equatoriana de voleibol feminino é uma equipe sul-americana composta pelas melhores jogadoras de voleibol do Equador. A seleção é mantida pela Federação Equatoriana de Voleibol (em espanhol: Federación Ecuatoriana de Voleibol). 
Com a mais recente atualização do ranking da FIVB (Federação Internacional de Voleibol), o Equador encontra-se na 117ª posição geral.